# 颜伏
颜伏（1911年—1995年），男，四川梁平人，中华人民共和国军事人物，中国人民解放军少将，第四届全国人大代表。